# Жінка-Галк: Адвокатка
«Жінка-Галк: Адвокатка» (також «Вона-Галк», англ. She-Hulk: Attorney at Law) — американський вебсеріал, створений Джессікою Ґао для Disney+, спродюсований Marvel Studios і заснований на однойменному персонажі з Marvel Comics. Це восьмий телесеріал четвертої фази Кіновсесвіту Marvel, події якого відбуваються після фільму «Месники: Завершення». Джессіка Ґао є керівницею серіалу та авторкою сценарію. Кет Койро була обрана режисеркою пілота та виконуватиме роль виконавчої продюсерки. Кевін Файґі є виконавчим продюсером. Головну роль виконує Тетяна Маслані.

## Сюжет
Кузина супергероя Галка, адвокатка Дженніфер Волтерс, має дуже нервову роботу. Їй доводиться постійно бути стриманою, щоб відповідати іміджу. Брюс Беннер на той час стримує своє альтер-его — Галка, за допомогою спеціального пристрою, що дозволяє лишатися у звичайній людській формі. Життя Дженніфер перевертається, коли через появу інопланетного космічного корабля вона та Брюс Бреннер потрапляють в автомобільну аварію. Кров Брюса випадково потрапляє в рану жінки, наділяючи здатністю, так само як Брюс, перетворюватися на зеленошкірого велетня. Брюс не може виготовити для кузини стримувальний пристрій, бо це потребує тонкого налаштування. Та це виявляється і не потрібно, бо Дженніфер набагато краще контролює своє «друге Я». На відміну від Брюса, вона не потребує років тренувань, чим спричиняє його легку заздрість. У новому житті Дженніфер намагатиметься суміщати обов'язки супергероїні зі своєю юридичною практикою.

## У ролях
| Актор               | Роль                           | Опис |
| ------------------- | ------------------------------ | --- |
| Тетяна Маслані      | Дженніфер Волтерс / Жінка-Галк | Адвокатка, яка спеціалізується на справах, пов’язаних із надлюдьми, і може ставати великою, могутньою та зеленою версією себе, як і її кузен Брюс Беннер. |
| Марк Раффало        | Брюс Беннер / Галк             | Месник та вчений, який після невдалого експерименту має здатність перетворюватися в Галка.                                                                |
| Тім Рот             | Еміль Блонський / Огида        | Російський офіцер, який, після введення сироватки, здатний перетворюватися на могутнього монстра.                                                         |
| Джинджер Ґонзага    | Ніккі Рамос                    | Найкраща подруга Волтерс, юристка-стажер |
| Рене Голдсберрі     | Амелія                         | |
| Джаміла Джаміль     | Титанія                        | Надмогутня суперниця Жінки-Галк. |
| Megan Thee Stallion | Морріс Волтерс                 | |
| Бенедикт Вонґ       | Вонґ                           | |
| Джош Сегарра        | Август "Паг" Пульєзе           | |
| Чарлі Кокс          | Метт Мердок / Шибайголова      | Адвокат |

Крім того, Анаїс Альмонте та Джош Сегарра отримали нерозкриті ролі.

## Епізоди
| № серії | Назва серії                                                                                         | Режисер(и) | Сценарист(и)                              | Оригінальна дата виходу |
| --- | --------------------------------------------------------------------------------------------------- | ---------- | ----------------------------------------- | ----------------------- |
| 1 | «Звичайний рівень люті» «A Normal Amount of Rage»                                                   | Кет Койро  | Джессіка Гао                              | 18 серпня 2022          |
| Дженніфер Волтерс розповідає колегам яка пригода трапилася з нею нещодавно. Їдучи з Брюсом Беннером у авто, вона потрапила у аварію через раптову появу на дорозі інопланетного кур'єрського корабля. Внаслідок поранень кров Брюса потрапила в рану на руці Дженніфер, наділивши здатністю перетворюватися на Галка. Брюс забрав Дженніфер до своєї лабораторії, щоб навчити контролювати перетворення. Проте виявляється, що Дженніфер через свою нервову роботу вже чудово тамує гнів і перетворюється на Галка лише за своїм бажанням. Вона хоче якнайшвидше повернутися до звичного життя, проте Брюс наполягає, що це неможливо. Між ними стається сутичка-змагання, що переконує Брюса відпустити кузину. Відтоді Дженніфер більше ніколи не перетворювалася на Галка. Проте на чергове судове засідання вривається суперлиходійка Титанія і Дженніфер перетворюється на Жінку-Галка, щоб спинити її. | |            |                                           |                         |
| 2 | «Закон про надлюдей» «Superhuman Law»                                                               | Кет Койро  | Джессіка Гао Дана Шварц Коді Зіглар       | 25 серпня 2022          |
| Хоча Дженніфер врятувала людей, закон невблаганний: її звільнено за втручання в перебіг суду. Її ніде не хочуть брати на роботу, та несподівано вона отримує пропозицію від суперника. Їй доручають очолити відділ судових справ про надлюдей. Перше завдання Дженніфер — обґрунтувати дострокове звільнення суперлиходія Еміля Блонського (Огиди), ворога Галка. Проте Огида стверджує, що він уже не той, що раніше, і потрапив до в'язниці несправедливо. Поки Галк відлітає на невідому місію в космос, Огида тікає з-під варти. | |            |                                           |                         |
| 3 | «Народ проти Еміля Блонського» «The People vs. Emil Blonsky»                                        | Кет Койро  | Франческа Гейлс Жаклін Гейлс Джессіка Гао | 1 вересня 2022          |
| Блонський повертається так само несподівано, як утік. Він розповідає, що його телепортував чаклун Вонґ. Дженніфер розпитує Вонґа, той зізнається, що випустив Огиду, щоб тренуватися з ним. Адвокатка просить чаклуна прибути на судове засідання. Тим часом особа Жінки-Галка спричиняє в інтернеті суперечки. Вонґ запізнюється до суду, тому Дженніфер доводиться тягнути час. Вона спонукає Блонського розповісти як він допомагав іншим ув'язненим психологічно. Вонґ прибуває в останню мить і розповідає як усе було. Суд проте сумнівається чи не вчинить Еміль у подобі Огиди нові злочини. Той демонструє самоконтроль, але виправдання Еміля спричиняє протести. Дженніфер намагається ігнорувати чутки про себе, але її подруга Ніккі пропонує виступити на телебаченні з інтерв'ю. Потім на Дженніфер нападають хулігани, озброєні асгардійською зброєю, але програють бій. Тікаючи, вони згадують свого боса. | |            |                                           |                         |
| 4 | «Хіба це не справжня магія?» «Is This Not Real Magic?»                                              | Кет Койро  | Мелісса Гантер Джессіка Гао Дана Шварц    | 8 вересня 2022          |
| Донні Блейз, маг, якого вигнали з Камар-Таджу за зловживання своїми здібностями, працює фокусником. Щоб вразити глядачів, він відправляє доброволицю Медісінн Кінг в інший вимір. Медісінн укладає там угоду з демоном, щоб той повернув її на Землю, і жінка опиняється вдома у Вонґа. Роздратований цим, Вонґ звертається до Волтерс, щоб законно заборонити Донні чаклувати. Та це виявляється неможливо, оскільки Камар-Тадж не приймає жодних письмових угод. Вонґ подає позов проти Блейза та власника цирку «Містичний замок» Корнеліуса Вілловза, який суд не задовільняє. Тим часом Волтерс створює профіль у додатку для знайомств у надії знайти собі хлопця. Після невдач вона реєструється там як Жінка-Галк і знайомиться з лікарем. Їхньому побаченню стає на заваді те, що Блейз випадково випускає на волю зграю демонів. Вонґ терміново викликає Жінку-Галка на допомогу, вони виганяють демонів до іншого світу, а налякані Блейз і Віллоуз погоджуються більше не користуватися справжньою магією. Наступного дня Волтерс дізнається, що Титанію звільнили з-під варти, і вона подає позов проти Волтерс за використання зареєстрованої Титанією марки «Жінка-Галк». | |            |                                           |                         |
| 5 | «Стервозна, зелена та ледве влізла в ці джинси» «Mean, Green, and Straight Poured into These Jeans» | Ану Валія  | Дана Шварц Джессіка Гао Коді Зіглар       | 15 вересня 2022         |
| Титанія зареєструвала торгову марку «Жінка-Галк» для нової лінії косметики. Дженніфер намагається довести в суді, що це незаконно, але не знаходить доказів використання слова «Жінка-Галк» раніше. Її начальник Голлівей попереджає Волтерс, що їй потрібно швидко впоратися з ситуацією, і призначає Мелорі Бук адвокатом у цій справі. Подруги Ніккі й Пег придумують замовити супергеройський костюм для Волтерс у модельєра Люка Джейкобсона. Волтерс дізнається, що її нещодавній знайомий Тодд, з яким вона мала невдале побачення, є клієнтом фірми Титанії. Але це допомагає їй зрозуміти, що в додатку для знайомств уже широко використовувалося ім'я Жінки-Галка до того, як його зареєструвала Титанія. Тому Дженніфер кличе як свідків усіх, з ким ходила на побачення. Вона виграє справу та пізніше купує новий костюм у Джейкобсона, який тим часом створив шолом для супергероя Шибайголови. | |            |                                           |                         |
| 6 | «Просто Джен» «Just Jen»                                                                            | Ану Валія  | Кара Браун Джессіка Гао Дана Шварц        | 22 вересня 2022         |
| Волтерс запрошена бути подружкою нареченої на весіллі подруги дитинства — Лулу. Однак, Лулу хоче, щоб вона представляла себе як «Просто Джен», а не Жінка-Галк, бо це відверне увагу від нареченої. До того ж Лулу накладає на неї численні домашні обов'язки перед весіллям. Титанія також запрошена, оскільки вона зустрічається з одним із дружок Лулу. Волтерс зближується з Джошем Міллером, другом нареченого, але Титанія нападає на неї, прагнучи помститися за програш у суді. Після короткої бійки Титанія програє, зганьбившись перед гостями. Тим часом Бук і Ніккі розглядають справу наділеного сильною регенерацією «Містера Безсмертного», який неодноразово імітував свою смерть, щоб позбутися боргових зобов'язань. Проблема ускладнюється тим, що одразу вісім його попередніх дружин подають на нього позови, коли впізнають його на відео з сайту Intelligencia. Після вирішення справи Бук і Ніккі виявляють кілька погроз смерті на адресу Жінки-Галка на Intelligencia, проте вирішують не турбувати Дженніфер. В іншому місці вчені, які працюють над проєктом «Король Галк», планують викрасти в Жінки-Галка зразок крові. | |            |                                           |                         |
| 7 | «Відступ» «The Retreat»                                                                             | Ану Валія  | Зеб Веллс Джессіка Гао Дана Шварц         | 29 вересня 2022         |
| Волтерс ходить на кілька побачень із Джошем, але він перестає відповідати на повідомлення. Очікуючи на звістку від нього, Дженніфер отримує дзвінок від офіцера умовно-дострокового звільнення Блонського — Чака Донелана, який повідомляє, що інгібітор, який перешкоджає перетворенню Блонського на Огиду, зламався, і просить Дженніфер супроводити його для ремонту. Коли вона прибуває в маєток Блонського, не дуже відомі супергерої Людина-Бик і Ель Агіла випадково знищують її автомобіль. Дженніфер змушена чекати евакуатор і відвідує сеанс групової терапії з Блонським, Людиною-Биком, Ель Агілою, Дикобразом, Сарацином і Руйнівником. Вони переконують Дженніфер, що треба видалити номер Джоша та позбутися своїх почуттів до нього. Дженніфер відчуває полегшення. Але як стає відомо згодом, Джош таємно скопіював вміст телефону Дженніфер на свій власний і вкрав зразок її крові для проєкту «Король Галк». | |            |                                           |                         |
| 8 | «Стрибай і розривай» «Ribbit and Rip It»                                                            | Кет Койро  | Коді Зіглар Джессіка Гао Дана Шварц       | 6 жовтня 2022           |
| Дженніфер береться за нову справу, представляючи інтереси Юджина Патіліо — самоназваного супергероя-невдахи Стрибуна, в якого загорілися реактивні чоботи. Справа ускладнюється тим, що костюм створив Люк Джейкобсон, у якого Дженніфер замовила сукню. Джейкобсона представляє в суді сліпий адвокат Метт Мердок, який вказує, що Патіліо не дотримувався інструкцій Джейкобсона щодо використання костюма. Згодом Патіліо зв'язується з Волтерс і просить допомоги, бо його переслідує невідомий нападник. Волтерс розкриває, що нападником був Шибайголова — Метт Мердок. Він розповідає, що Патіліо викрав Джейкобсона з метою отримати костюми для своєї банди. Жінка-Галк і Шибайголова вриваються до лігва Стрибуна й рятують Джейкобсона. Стрибун вистрибує у вікно, але ламає ноги. Потім Дженніфер і Метт проводять разом ніч. Наступного дня Дженніфер відвідує церемонію вручення нагород з права Південної Каліфорнії, де вона отримує нагороду «Жінка-юрист року». Та урочистість переривається трансляцією сайту Intelligencia, де невідомі показують Дженніфер у ліжку з Міллером. Розлючена Жінка-Галка трощить святкову сцену і її затримує Департамент контролю за збитками. | |            |                                           |                         |
| 9 | «Чиє це шоу?» «Whose Show Is This?»                                                                 | Кет Койро  | Джессіка Гао Дана Шварц Коді Зіглар       | 13 жовтня 2022          |
| Волтерс звільняється з-під варти, проте змушена носити інгібітор, щоб запобігти трансформації на Жінку-Галка. Вона втрачає роботу і потерпає від повсюдної уваги журналістів. Ніккі та Пег проникають на зібрання учасників сайту Intelligencia, де дізнаються, що Король Галк — це Фелпс, неприємний залицяльник, який мав з Дженніфер побачення. Як мотиваційний оратор туди ж прибуває Еміль Блонський, знехтувавши забороною на перетворення в Огиду. Волтерс, яка шукала прихистку у Блонського, випадково приходить на збори і стикається з Фелпсом, який вводить собі її кров і перетворюється на Галка. Несподівано вриваються Титанія та Беннер і зав'язується бійка. Збентежена Волтерс ламає свій інгібітор і ламає четверту стіну, щоб протистояти сценаристам серіалу в Marvel Studios: Assembled. Вона зустрічається зі штучним інтелектом K.E.V.I.N., який стверджує, що відповідає за сюжетні рішення кінематографічного всесвіту Marvel. На його думку, все йде закономірно, щоб утримати увагу глядачів і заробити якомога більше грошей. Волтерс переконує його переписати фінал, зробивши його більш несподіваним і той неохоче погоджується. Повернувшись до свого шоу, Волтерс виявляє, що Фелпса, котрий втратив суперсилу, та Блонського заарештували. Коли Дженніфер зі своєю сім'єю та Мердоком святкують перемогу, Беннер повертається з планети Сакаара та знайомить присутніх зі своїм сином Скааром. Згодом із Денніфер знімають усі звинуваченні і вона повертається на роботу, обіцяючи продовжувати бути і юристкою і супергероїнею. У сцені в титрах Вонг забирає Блонського з в'язниці і везе його в Камар-Тадж. | |            |                                           |                         |

## Виробництво

### Розробка
У 1989 році ходили чутки про те, що Жінка-Галк з'явиться в телевізійному фільмі «Смерть Неймовірного Галка», але цього не сталося. На той момент для ABC планувався окремий серіал для персонажки, але проєкт був офіційно оголошений мертвим у 1991 році. Врешті-решт, на початку 90-х розроблявся живий бойовик про Жінку-Галк. Ларрі Коен повинен був написати сценарій і режисер фільму, тоді як Бриджит Нільсен в кінцевому підсумку була обрана у ролі головної героїні. Попри те, проєкт закрили.
У квітні 2019 року стало відомо, що студія Marvel працювала над серіалом Галк / Жінка-Галк для Disney+. Згідно зі ЗМІ, Марк Раффало повторить свою роль Брюса Беннера / Галка, оскільки його персонаж передаватиме естафету Дженніфер Волтерс / Жінка-Галк. 23 серпня 2019 року на виставці D23 Expo Кевін Файґі офіційно оголосив про розробку серіалу Жінка-Галк для Disney+. У листопаді 2019 року було оголошено, що Джессіка Ґао виступить у ролі шоуранерки та сценаристки. 9 березня 2020 року стало відомо, що на той момент до команди приєдналась сценарист Дана Шварц. 5 травня Шварц повідомила, що сценарії першого сезону офіційно готові. 15 вересня 2020 року до розробки приєдналася Кет Койро, яка виступає режисеркою кількох епізодів та виконавчою продюсеркою.

### Кастинг
12 жовтня 2019 року на вебсайті Full Circle Cinema з'явилася чутка, що актриса Лів Тайлер та актор Вільям Герт можуть повернутися до своїх ролей Бетті Росс та секретаря Росса відповідно. Джерело, яке вони цитують, — від журналіста Даніеля Ріхтмана, який у своєму акаунті у Twitter повідомив, що зйомки серіалу вже розпочалися. 16 листопада Марк Раффало заявив, що досі не знає, чи з'явиться в серіалі, і що він обговорить з Кевіном Файґі свою участь: «Не знаю. Я мав би піти та поговорити з містером Файґі, великим і таємничим містером Файґі, щоб перевірити, чи з'явитися Банер». 17 вересня 2020 року, за версією Variety, для головної ролі взяли актрису Тетяну Маслані.

## Маркетинг
На заході Disney+ Day 2021, який відбувся 12 листопада 2021 року, показали перший погляд на «Жінка-Галк: Адвокатка».

## Оцінки й відгуки
На агрегаторі кінорецензій Rotten Tomatoes серіал зібрав 87 % схвальних рецензій від професійних критиків. Разом з тим середня оцінка від пересічних глядачів склала тільки 35 %. На Metacritic середня оцінка критиків склала 67 зі 100.
Джошуа Паттон з CBR писав, що серіал «Жінка-Галк: Адвокатка» передбачив майже всю критику у свій бік і гумористично обіграв її, зробивши частиною сюжету. Деякі частини сюжету були «навмисно створені, щоб відчуватися недоречними та незадовільними».
Згідно з Нейтаном Кірбі з Culture Slate, «Звичайно, це не було ідеальне шоу, але воно не було схожим ні на що інше від Marvel. На піку свого розвитку це чудово смішний і свіжий юридичний ситком, дія якого відбувається у КВМ, і все, що з цього випливає. У гіршому випадку це повільна комедія, яка не може визначитися між тим, чи бути серіалом про супергероїв із гумором чи комедією, орієнтованою на персонажів […] незалежно від того, чи спрацювало це для вас, принаймні вони намагалися зробити щось свіже та щось більш-менш нечуване».
Брекен Гантер Велборн з Collider вказував, що перший сезон завершується сміливою самоіронією щодо діяльності Кевіна Файгі, справжнього президента Marvel Studios. Але «для шоу, що так успішно використовує свої методи дистанціювання (як-от руйнування четвертої стіни та пряме звернення), щоб різко коментувати проблеми від сучасних побачень до інтернет-мізогінії, розчаровує не бачити більш рішучого дослідження міфічного статусу, наданого КВМ».